# Sphenomorphus helenae
Espèce
Synonymes
- Lygosoma helenae (Cochran, 1927)

Sphenomorphus helenae est une espèce de sauriens de la famille des Scincidae.

## Répartition
Cette espèce est endémique du Centre de la Thaïlande.

## Étymologie
Cette espèce est nommée en l'honneur d'Helen Gaige.

## Publication originale
- Cochran, 1927 : New reptiles and batrachians collected by Dr. Hugh M. Smith in Siam. Proceedings of the Biological Society of Washington, vol. 40, p. 179–192 (texte intégral).